# Loekjanivska (metrostation)
Loekjanivska (Oekraïens: Лук'янівська, ⓘ) is een station van de metro van Kiev. Het station werd geopend op 30 december 1996 en was tot maart 2000 het noordwestelijke eindpunt van de Syretsko-Petsjerska-lijn. Het metrostation bevindt zich ten noordwesten van het centrum van Kiev, in de wijk Loekjanivka, waarnaar het genoemd is. Het traject Zoloti vorota - Loekjanivska was de eerste uitbreiding van de lijn naar het noordwesten en is bovendien bijzonder lang (3,1 kilometer); tussen beide metrostations is evenwel een aanvullend station in ruwbouw aanwezig, met als voorlopige naam Lvivska brama.
Het station is diep gelegen en beschikt over een perronhal die door arcades van de sporen wordt gescheiden. De wanden zijn bekleed met wit marmer en zwart graniet. De verlichting van de centrale hal geschiedt door in diverse richtingen gebogen lampen die opgehangen zijn aan een rail aan het plafond. De stationshal bevindt zich op de begane grond van een winkelcentrum aan het Loekjanivska plosjtsja (Loekjanivkaplein).

## Externe links

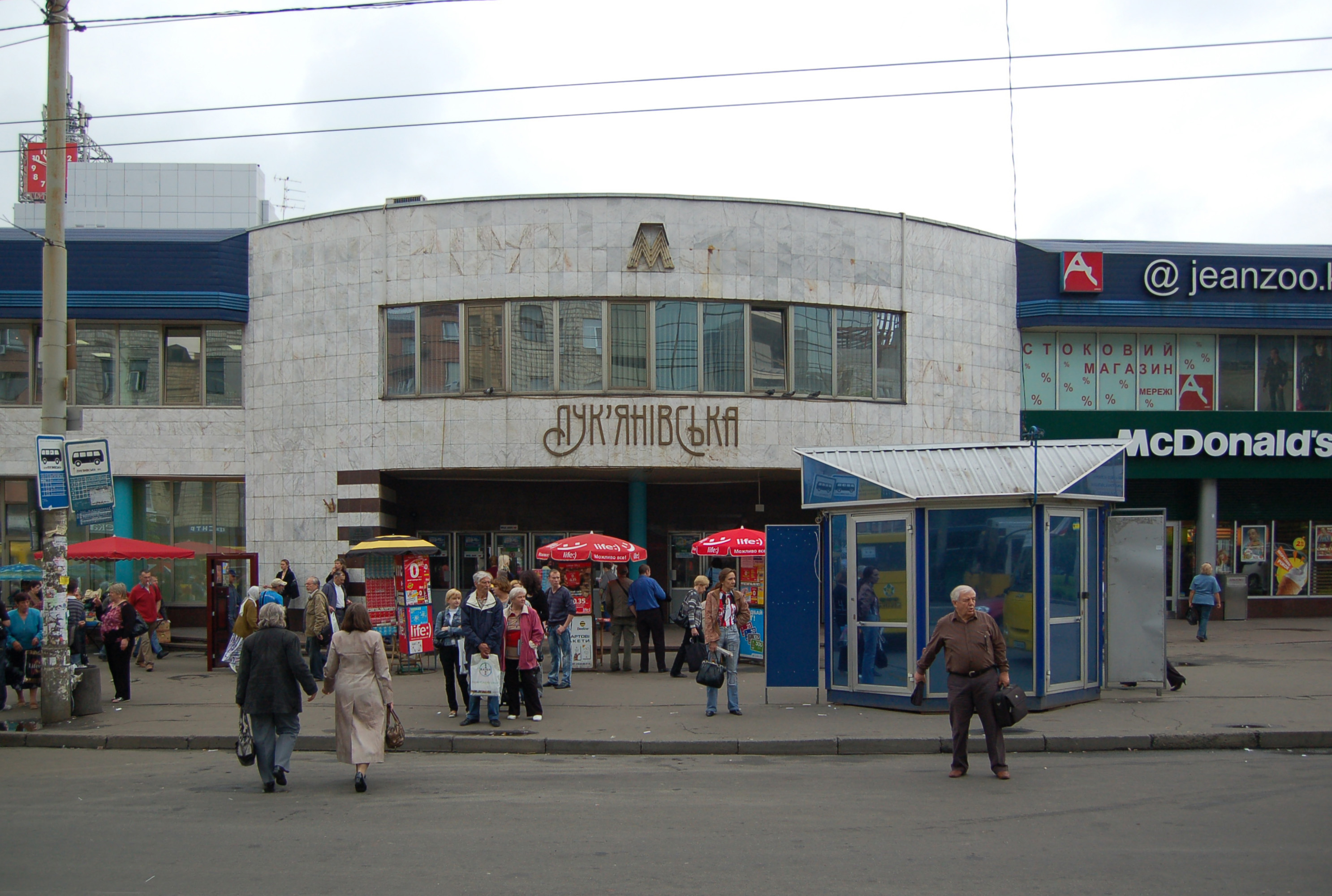
Bovengronds toegangsgebouw
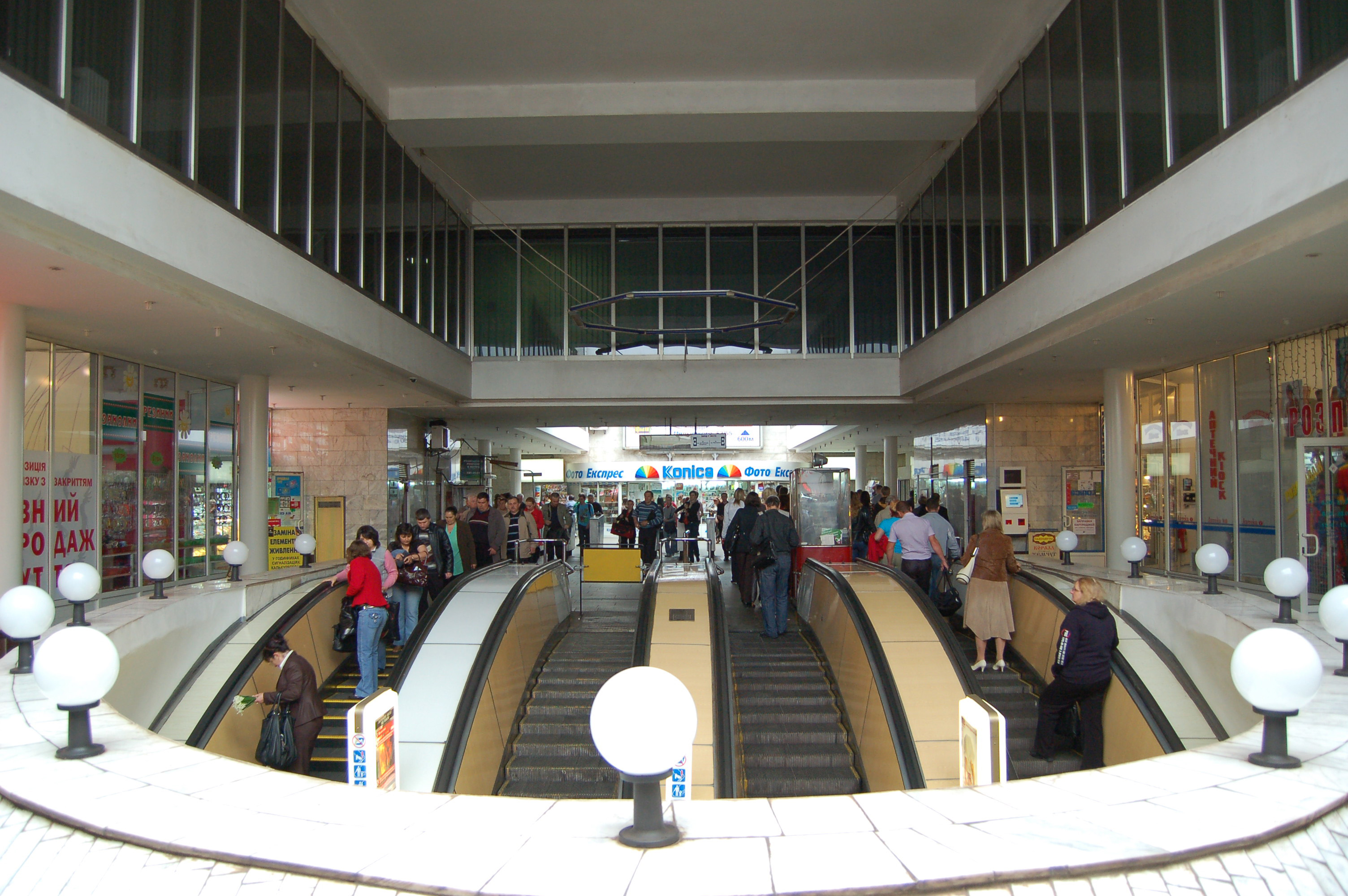
Interieur van het toegangsgebouw
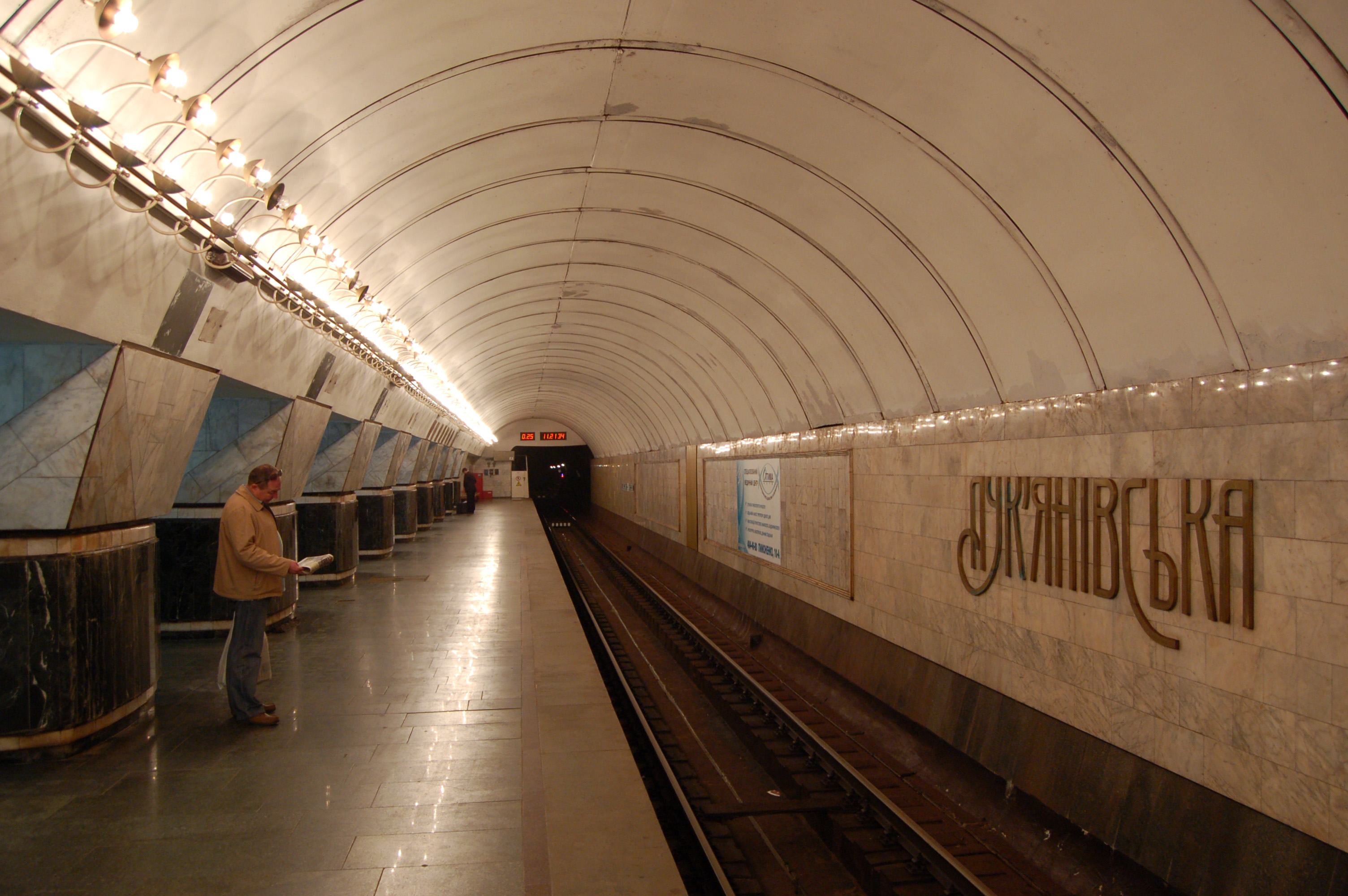
Een van de perrons